# Ceroplastes royenae
Ceroplastes royenae (лат.) — вид полужесткокрылых насекомых-кокцид рода Ceroplastes из семейства ложнощитовки (Coccidae).

## Распространение
Африка: Зимбабве.

## Описание
Питаются соками растений таких семейств, как Ebenaceae: Diospyros lycioides; Royena pallens; Euphorbiaceae: Pseudolachnostylus maprounifolia.
Вид был впервые описан в 1931 году энтомологом У. Дж. Холлом (Hall, W. J.).
Таксон Ceroplastes royenae включён в состав рода Ceroplastes Gray, 1828 (триба Ceroplastini) вместе с видами Ceroplastes brevicauda, Ceroplastes eugeniae, Ceroplastes uapacae, Ceroplastes spicatus, Ceroplastes helichrysi, Ceroplastes longicauda, Ceroplastes toddaliae, и другими.